# Урењ
Урењ (рус. Урень) град је у Русији у Нижњеновгородској области.

## Становништво
| 1959.  | 1970.  | 1979.  | 1989.  | 2002.  | 2010.  |
| ------ | ------ | ------ | ------ | ------ | ------ |
| 10.762 | 10.591 | 13.116 | 13.560 | 12.558 | 12.304 |